# 부관 훼리
부관 훼리(영어: Pukwan Ferry Co., Ltd.)는 대한민국의 선박 운수회사이다. 부산과 일본 시모노세키를 오가는 배편을 정기적으로 운항하는 선사로, 1969년에 창립되었다. 주요 운항 선박은 한국 선박인 성희호와 일본 선박인 하마유호로 구성되어 있고, 또한 일본의 관부 훼리와의 파트너 업체이다.

## 항로
- 부산항 - 시모노세키항(매일)

## 같이 보기
- 부관연락선
- 부산국제여객터미널
- 관부 훼리 - 동일항로의 일본측 선박
- 오사카항
  - 팬스타 크루즈(PanStar Cruise)
- 하카타항(후쿠오카현)
  - 카멜리아호
  - 코비호(KOBEE)
  - 비틀 (고속선)
- 쓰시마섬

## 본점 및 지점 현황
- 본점: 부산광역시 동구 충장대로 206 (초량동)
- 서울지점: 서울특별시 종로구 삼봉로 94, 8층 (공평동, 94빌딩)
- 동경지점: 일본 도쿄도 신주쿠구 오쿠보1초메 12-3